# Nicolás Bravo 1.ª Sección (Pichucalco)
Nicolás Bravo 1.ª Sección es una ranchería del municipio de Pichucalco ubicado en la región Norte del estado mexicano de Chiapas.

## Geografía
La localidad de Nicolás Bravo 1.ª Sección se sitúa en las coordenadas geográficas 17°27′25″N 93°08′22″O / 17.456944, -93.139444, a una elevación de 120 metros sobre el nivel del mar.

## Demografía
Según el Conteo de Población y Vivienda 2020, efectuado por el Instituto Nacional de Estadística y Geografía, la localidad de Mariano Matamoros 2.ª Sección tiene 305 habitantes, de los cuales 156 son del sexo masculino y 149 del sexo femenino. La tasa de fecundidad es de 2.47 hijos por mujer y tiene 73 viviendas particulares habitadas.
| Gráfica de evolución demográfica de Nicolás Bravo 1.ª Sección entre 1950 y 2020 |
|                                                                                 |
| INEGI.                                                                          |